# El Mirador, Tlachichilco
El Mirador är en ort i Mexiko.   Den ligger i kommunen Tlachichilco och delstaten Veracruz, i den sydöstra delen av landet, 160 km nordost om huvudstaden Mexico City. El Mirador ligger 825 meter över havet och antalet invånare är 193.
Terrängen runt El Mirador är lite bergig. Runt El Mirador är det ganska glesbefolkat, med 38 invånare per kvadratkilometer. Närmaste större samhälle är Tlachichilco, 1,1 km söder om El Mirador. Omgivningarna runt El Mirador är en mosaik av jordbruksmark och naturlig växtlighet.